# Ротс, Дан
Дан Ротс (нидерл. Daan Rots; 25 июля 2001 года, Грунло) — нидерландский футболист, полузащитник клуба «Твенте».

## Клубная карьера
Дан — уроженец нидерландского города Грунло, расположенного в провинции Гелдерланд. В академию «Твенте» попал в 11 лет. В апреле 2020 года подписал соглашение с молодёжной командой клуба. С сезона 2020/21 — игрок основной команды. Дебютировал в Эредивизи 9 января 2021 года поединком против «Эммена», в котором вышел на замену на 79-й минуте вместо Луки Илича. 17 февраля 2021 года подписал с «Твенте» свой первый профессиональный контракт сроком на два года с возможностью продления ещё на один. 16 мая 2021 года забил свой первый мяч в профессиональном футболе, поразив ворота АДО Ден Хааг. Всего в дебютном сезоне провёл 11 встреч, забил 1 мяч.

## Статистика выступлений
| Выступление      | Выступление      | Выступление      | Лига | Лига | Кубок | Кубок | Еврокубки | Еврокубки | Прочие | Прочие | Итого | Итого |
| Клуб             | Лига             | Сезон            | Игры | Голы | Игры  | Голы  | Игры      | Голы      | Игры   | Голы   | Игры  | Голы  |
| ---------------- | ---------------- | ---------------- | ---- | ---- | ----- | ----- | --------- | --------- | ------ | ------ | ----- | ----- |
| Твенте           | Эредивизи        | 2020/21          | 11   | 1    | 0     | 0     | —         | —         | —      | —      | 11    | 1     |
| Твенте           | Эредивизи        | 2021/22          | 27   | 3    | 3     | 0     | —         | —         | —      | —      | 30    | 3     |
| Твенте           | Эредивизи        | 2022/23          | 22   | 0    | 1     | 2     | 4         | 1         | 2      | 0      | 29    | 3     |
| Твенте           | Эредивизи        | 2023/24          | 33   | 7    | 1     | 0     | 6         | 2         | —      | —      | 40    | 9     |
| Твенте           | Эредивизи        | 2024/25          | 32   | 3    | 2     | 0     | 9         | 2         | 2      | 0      | 45    | 5     |
| Твенте           | Итого            | Итого            | 125  | 14   | 7     | 2     | 19        | 5         | 4      | 0      | 155   | 21    |
| Всего за карьеру | Всего за карьеру | Всего за карьеру | 125  | 14   | 7     | 2     | 19        | 5         | 4      | 0      | 155   | 21    |